# Acmaea limatula
Acmaea limatula är en snäckart som beskrevs av Carpenter 1864. Acmaea limatula ingår i släktet Acmaea och familjen Acmaeidae. Inga underarter finns listade i Catalogue of Life.